# به او بگوئید دوستش دارم
به او بگویید دوستش دارم یک مجموعه تلویزیونی محصول سال ۱۳۷۹ به کارگردانی، نویسندگی حمید تمجیدی و تهیه‌کنندگی مریم بختیار، حمید تمجیدی می‌باشد که از شبکه ۳ پخش شد. این مجموعه در ۱۶ قسمت ۵۰ دقیقه‌ای تهیه شد.

## خلاصه داستا
فرشته اسفندیاری دختری از خانواده متمول است که در بحبوحه انقلاب متحول می‌شود و عملاً در مقابل فامیل قرار می‌گیرد. پدر فرشته که احساس خطر می‌کند به وی فشار می‌آورد تا با پسر برادرش ازدواج کرده و به خارج بروند در این میان دانشجویی به نام رسولی به خواستگاری فرشته می‌رود، پدر فرشته از این ماجرا برافروخته می‌شود و…

## بازیگران
- حمید طاعتی
- فتحعلی اویسی
- حمید طالقانی
- فاطمه صامتی
- تینا قطبی
- پیمان شریعتی
- مجید سعیدی
- فخرالدین صدیق‌شریف
- فرخ‌لقا هوشمند
- علی کفاش عراقی
- حمیده خیرآبادی
- مریم حیدری
- امیرحسین اصلانیان
- فرهاد خان‌محمدی
- عادل رقابتی
- منوچهر افسری
- صدیف آرمیده
- نکیسا تمجیدی
- شهرام ایل‌بیگی
- محرم مقصودی
- هادی قره گوزلو
- هراند هاکوپیان
- شهناز پشوتنی‌زاده
- کسری تمجیدی
- سهراب احمدی
- رؤیا حسنلو
- فاطمه یوسفی
- جعفر تقوی
- گلزار روحی
- شقایق احمدی
- محمدرضا جهان‌آرا
- اردوان داودی
- مصطفی رستمی
- پری سیما رئوف حقیقی
- علی آجرلو
- نرگس شاکری
- مریم احمدی
- رضا کشوری
- ناصر امرالله‌زاده
- کیومرث احمدی
- عادل رقابتی
- مجید سعیدی
- پیمان شریعتی

## سایر عوامل
- صدابردار: گارنیک یادگاریان